# No Sleep 'til Hammersmith
No Sleep 'til Hammersmith é o primeiro álbum ao vivo da banda de heavy metal Motörhead, lançado em 1981 pela gravadora Bronze. O álbum foi o primeiro da sua geração a chegar ao topo das paradas musicais inglesas.

## Faixas
Todas as canções escritas por Lemmy, Eddie Clarke e Philthy Taylor, exceto quando anotado.

### Lado 1
1. "Ace of Spades"  —  03:01
2. "Stay Clean"  —  02:50
3. "Metropolis"  —  03:31
4. "The Hammer"  —  03:05
5. "Iron Horse/Born to Lose"  —  03:58 (Brown, Lawrence , Taylor)
6. "No Class"  —  02:34

### Lado 2
1. "Overkill"  —  05:13
2. "(We Are) The Road Crew"  —  03:31
3. "Capricorn"  —  04:40
4. "Bomber"  —  03:24
5. "Motorhead"  —  04:47 (Lemmy)

### Bônus da versão em CD
1. "Over The Top" (3:04)
2. "Capricorn" (Alternate Version) (4:54)
3. "Train Kept-a-Rollin'" (2:44)

## Formação
- Lemmy — vocal, baixo
- Eddie Clarke — guitarra
- Phil Taylor   — bateria